# Zimmerbach (Kupfer)
Der Zimmerbach ist ein 41⁄2 km langer Bach im Hohenlohekreis im nordöstlichen Baden-Württemberg, überwiegend im Gebiet der Kleinstadt Niedernhall, der flussabwärts auf dem der benachbarten Kleinstadt Neuenstein bei der Neureuter Mühle nach einem rechts ausholenden, insgesamt westlichen Lauf von rechts in die untere Kupfer mündet.

## Geographie

### Verlauf
Der Zimmerbach entsteht ca. 0,7 km westnordwestlich des Weilers Kemmeten des Künzelsauer Stadtteils Gaisbach im kleinen Waldzipfel Kühhaus auf etwa 371 m ü. NHN dicht an der Stadtgrenze zur Neureuter Stadtteilgemarkung von Neuenstein. Nach wenigen Schritten seines anfangs westlichen Laufs tritt der Bach aus dem Wald, wird aber rechts nicht sehr fern vom Wald weiter begleitet. Nach etwa 600 Metern überquert ein Feldweg die Trasse, hier tritt nun linksseits der Wald Etzweide ebenfalls nah an den Lauf.
An dieser Waldenge wechselt der Bach aufs Gebiet der Kleinstadt Niedernhall. Eine Baumschule liegt überwiegend am linken Ufer und der Bach wendet sich auf nordwestlichen Lauf, dabei passiert er eine neuere und noch im Ausbau begriffene (Stand 2017) Gewerbezone im Niedernhaller Wohnplatz Waldzimmern rechts des Laufs und durchläuft zwei Teiche. Nachdem er den Wohnplatz selbst passiert hat, fließt er ab der Burgruine Waldzimmern nun westwärts auf inzwischen noch etwa 324 m ü. NHN unter der L 1044 Neufels–Niedernhall hindurch und wechselt aus der Rodungsbucht um Waldzimmern in sein nun mehr und mehr eingetieftes Waldtal. 
Nach zuvor lange recht geradem Grabenlauf fließt er nun mit kleinen natürlichen Richtungswechseln immer mehr südwestwärts, unter dem Schellenberg links und an den gegenüberliegenden Waldgewannen Wolfsegert und Alte Kuhtränke vorbei. Dann mündet aus Richtung der Niedernhaller Giebelhöfe im Norden sein längster Zufluss. Nur vom schmalen Sporn Heimat getrennt, läuft von derselben Seite bald der nächste größere Nebenbach zu, der den Weiher beim Schloss Hermersberg entwässert. Auf dem letzten Laufstück liegen dem Schellenberg gegenüber am rechten Hang die Waldgewanne Heuschopf und Brenntenberg.
In der schmalen offenen Aue dieses kleinen Flusses mündet er dann neben einer Feldwegquerung auf ca. 235,6 m ü. NHN von rechts in die untere Kupfer. Der Zimmerbach ist 4,5 km lang, hat ein mittleres Sohlgefälle von etwa 30 ‰ und mündet etwa 135 Höhenmeter unterhalb seines Ursprungs nahe bei Kemmeten.

### Einzugsgebiet
Der Zimmerbach hat ein 6,8 km² großes Einzugsgebiet, das in naturräumlicher Sicht in Gänze zum Unterraum Ohrnwaldriedel der Kocher-Jagst-Ebenen zählt. Wegen größerer Zuflüsse nur von der Nordseite her ist das Einzugsgebiet stark rechtslastig.
Geologisch gesehen beginnt der Bach seinen Lauf just noch im Bereich einer quartär abgelagerten Lösssediment-Insel bei Kemmeten und wechselt dann schnell in den darunterliegenden tertiären Lettenkeuper (Erfurt-Formation). Nach Waldzimmern etwa ab der Landesstraße L 1044 gräbt sich der Bach nach knapp der Hälfte seines Laufes in den Oberen Muschelkalk ein, in dem er bis hin zu seiner Mündung fließt. Etliche Dolinen zeigen die Verkarstung des Muschelkalks an. Auf den höchsten Bereichen des nördlichen Einzugsgebietes liegt gleichfalls eine große Lösssedimentinsel. Eine von Kemmeten ium Südwesten in Richtung Niedernhall im Nordosten ziehende Störungslinie mit der Hochscholle auf der Zimmerbach-Seite berührt das oberste Einzugsgebiet, verläuft aber größtenteils im Nachbareinzugsgebiet des Forellenbachs.
Der höchste Punkt im Einzugsgebiet liegt an seiner Ostspitze auf etwa 390 m ü. NHN wenig nördlich von Kemmeten nahe dem Wasserreservoir. Hinter der dort ansetzenden südlichen und linken Wasserscheide konkurrieren nacheinander der Pfaffengraben und ein weiterer, kleinerer Zufluss des Kuhbachs, danach weitere unmittelbare rechte Zuflüsse der Kupfer abwärts der Kuhbach-Mündung bis hinunter zu der des Zimmerbachs. Von dieser an läuft die Grenze zunächst etwa nordwärts bis zu den Niedernhaller Giebelhöfen; außerhalb sind hier neben der Kupfer selbst deren rechte Bäche aus der Kammerbergsklinge und aus Richtung der Waldlichtung Kohlplatte die einzigen nennenswerten Konkurrenten. An den Giebelhöfen beginnt die nördliche Wasserscheide, hinter der das Gelände schnell ins Tal des Kochers abfällt. Hier reicht das Einzugsgebiet bis an den Südrand der Höhensiedlung von Niedernhall, die nördliche Wasserscheide reicht bis an den nur zum Taleinschnitt des Konkurrenten Forellenbach. Auf diesem Kamm läuft dann nahe am Forellenbach das letzte Stück nordöstlicher Wasserscheide zurück bis zum höchsten Punkt beim Wasserreservoir von Kemmeten.
Vom Ursprung an grenzen anfangs rechts die Gaisbacher Stadtteilgemarkung von Künzelsau und links die Neureuter Stadtteilgemarkung von Neuenstein an den Bach. Schon vor dem Weiler Waldzimmern und fast bis zur Mündung läuft der Zimmerbach dann in der Gemarkung der Kleinstadt Niedernhall, zu der auch der bei weitem größte Teil des Einzugsgebietes gehört und die drei einzigen Orte darin, der Wohnplatz Waldzimmern rechts am Ufer an beginnenden Mittellauf, der Weiler Giebelhöfe an der nördlichen Wasserscheide sowie der Weiler Hermersberg am Beginn des letzten rechten Zuflusses. Erst seine allerletzten hundert Meter in der offenen Flussaue läuft der Zimmerbach über wieder Neureuter Gemarkung.
Fast zwei Drittel des Einzugsgebietes sind bewaldet, vorwiegend mit Laubbäumen. Die offenen Anteile liegen überwiegend um die Giebelhöfe und um Hermersberg auf dem Bergrücken rechts des Laufs vor dem Kochertal, wo die Felder stark dominieren, zum geringeren Teil in einem Schlauch beidseits der Oberlaufs bis nach Waldzimmern, wo eine Baumschule den größeren Teil der Fläche einnimmt.

### Zuflüsse und Seen
Liste der Zuflüsse und  Seen von der Quelle zur Mündung. Gewässerlänge, Seefläche, Einzugsgebiet und Höhe nach den entsprechenden Layern auf der Onlinekarte der LUBW. Andere Quellen für die Angaben sind vermerkt.
Ursprung des Zimmerbachs auf ca. 371 m ü. NHN im Waldzipfel Kühhaus ca. 0,7 km westnordwestlich des Weilers Kemmeten im Stadtteil Kemmeten von Künzelsau. Der Bach läift zunächst westnordwestlich.
- Durchfließt auf etwa 338 m ü. NHN einen Weiher nahe dem ersten Gebäude von Niedernhall-Waldzimmern, 0,7 ha.
- Durchfließt auf etwa 328 m ü. NHN einen Weiher nahe dem Entwicklungszentrum am Fritz-Müller-Platz in Waldzimmern, 0,5 ha.
- (Zufluss am Burgstall Waldzimmern), von rechts und Nordosten auf etwa 325 m ü. NHN am Rande der den Zimmerbach querenden Landesstraße 1044, 0,6 km und ca. 0,6 km². Entspringt auf etwa 345 m ü. NHN am Waldrand nördlich des Burgstalls.
Nach diesem Zufluss fließt der Zummerbach etwa westlich.
- Zimmerbach, von rechts und Norden auf etwa 275 m ü. NHN im Talwald, 1,0 km und ca. 1,0 km². Entsteht auf etwas unter 340 m ü. NHN in einer Schilfwiese im Gewann Brunnenwiese östlich von Niedernhall-Hermersberg. Ein gegenüber den etwa östlich fließenden, unter 200 Meter langen Quellästen von der Schilfwiese her längerer, aber unbeständiger nördlicher Grabenast erreicht eine Länge von etwa 500 Metern[LUBW 7] und beginnt gut 200 Meter südlich des Hofes Giebelhöfe 1 auf etwa 350 m ü. NHN.
An diesem Zufluss knickt der Zimmerbach auf Südwestlauf.
- (Bach von Hermersberg her), von rechts und Nordnordwesten auf etwa 269,1 m ü. NHN[LUBW 2] im Talwald, 1,2 km und ca. 0,7 km².
  -  Entfließt auf etwa 348 m ü. NHN dem Weiher am Ostrand des Schlosses Hermersberg, 0,9 ha.

Mündung des Zimmerbachs von rechts und zuletzt Nordosten auf 235,6 m ü. NHN ca. 0,7 km flussabwärts des Wohnplatzes Mühle des Stadtteils Neureut von Neuenstein in die untere Kupfer. Der Zimmerbach ist 4,5 km lang und hat ein Einzugsgebiet von 6,8 km².

## Natur und Schutzgebiete
Der Zimmerbach ist auf seiner zweiten Laufhälfte ab seiner Querung der Landesstraße ein unverbauter, natürlich mäandrierender Bach, der stellenweise über Muschelkalkplatten läuft und auf dessen Sohle auch oft Blockschutt liegt. Das Wasser der kleinen Hangquellen erreicht dem Bach streckenweise über den unterirdischen Karstwasserleiter.
Ab dem längsten Zufluss von Norden aus Richtung der Giebelhöfe gehört das Tal zum Landschaftsschutzgebiet Kupfertal.

### LUBW
Amtliche Online-Gewässerkarte mit passendem Ausschnitt und den hier benutzten Layern: Lauf und Einzugsgebiet des Zimmerbachs

Allgemeiner Einstieg ohne Voreinstellungen und Layer: Daten- und Kartendienst der Landesanstalt für Umwelt Baden-Württemberg (LUBW) (Hinweise)
1. 1 2 3  Höhe nach dem Höhenlinienbild auf dem Hintergrundlayer Topographische Karte.
2. 1 2 3  Höhe nach schwarzer Beschriftung auf dem Hintergrundlayer Topographische Karte.
3. 1 2  Länge nach dem Layer Gewässernetz (AWGN).
4. 1 2  Einzugsgebiet nach dem Layer Basiseinzugsgebiet (AWGN).
5. ↑  Seefläche nach dem Layer Stehende Gewässer.
6. ↑  Einzugsgebiet abgemessen auf dem Hintergrundlayer Topographische Karte.
7. 1 2  Länge abgemessen auf dem Hintergrundlayer Topographische Karte.
8. ↑  Bachnatur teils nach dem Layer Biotop, Schutzgebiete nach den einschlägigen Layern.

### Andere Belege
1. ↑  Abfluss-BW - Daten und Karten
2. ↑  Wolf-Dieter Sick: Geographische Landesaufnahme: Die naturräumlichen Einheiten auf Blatt 162 Rothenburg o. d. Tauber. Bundesanstalt für Landeskunde, Bad Godesberg 1962. → Online-Karte (PDF; 4,7 MB)
3. ↑  Geologie grob nach: Mapserver des Landesamtes für Geologie, Rohstoffe und Bergbau (LGRB) (Hinweise)